# Dewoitine D.27
Dewoitine D.27 là một loại máy bay tiêm kích của Pháp, do Émile Dewoitine thiết kế vào năm 1928.

## Biến thể
- D.531
- D.532
- D.535
- D.534

## Quốc gia sử dụng
Pháp
- Aviation Navale

 Romania
- Không quân Hoàng gia Romania
- Hải quân Pháp

 Cộng hòa Tây Ban Nha
- Không quân Cộng hòa Tây Ban Nha

 Thụy Sĩ
- Không quân Thụy Sĩ

 Nam Tư
- Không quân Hoàng gia Nam Tư

## Tính năng kỹ chiến thuật (D.27)

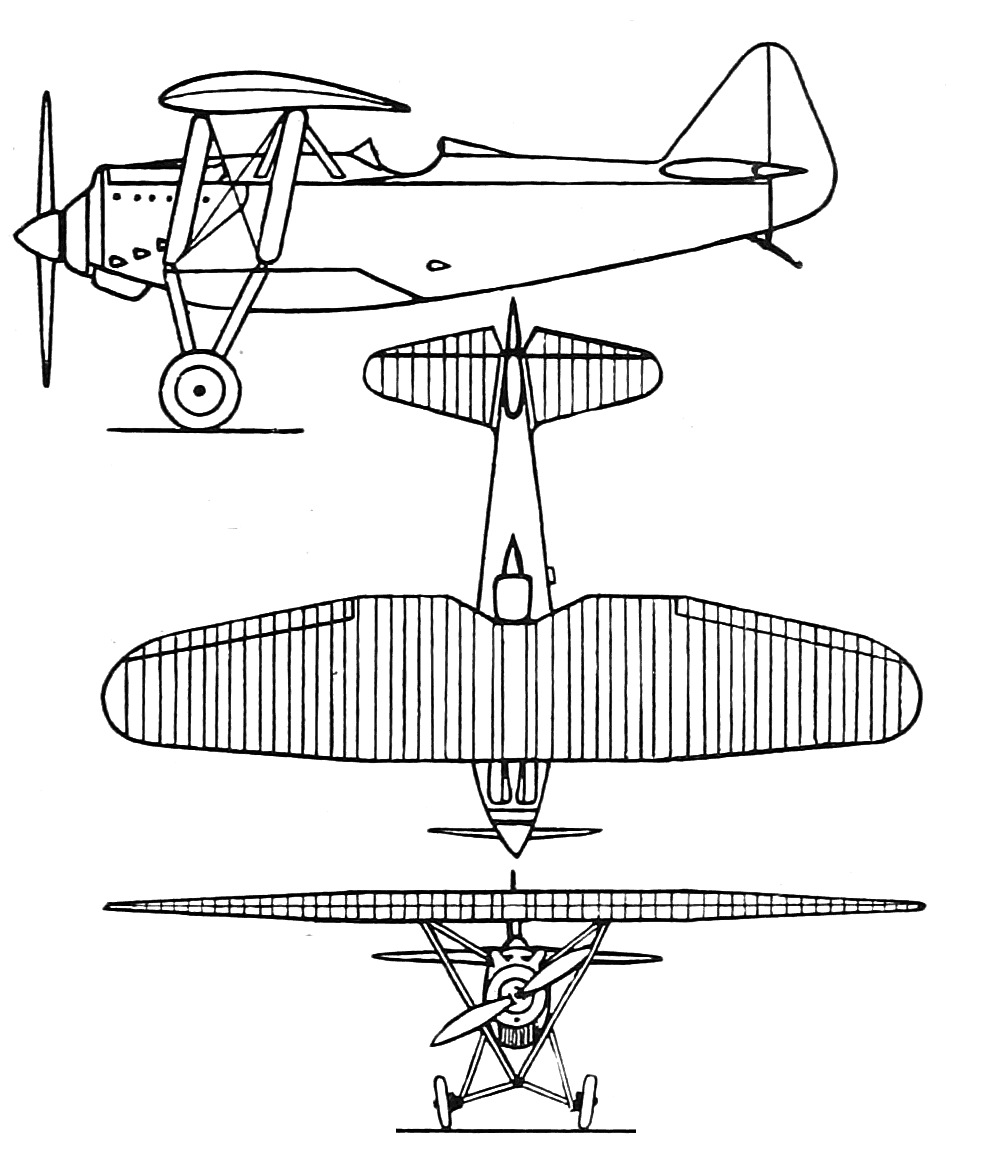
Dewoitine D.27

Dữ liệu lấy từ Encyclopedia of Military Aircraft
Đặc tính tổng quan
- Kíp lái: 1
- Chiều dài: 6,5 m (21 ft 4 in)
- Sải cánh: 9,8 m (32 ft 2 in)
- Chiều cao: 2,79 m (9 ft 2 in)
- Trọng lượng rỗng: 1.382 kg (3.047 lb)
- Động cơ: 1 × Hispano-Suiza 12Mc , 373 kW (500 hp)

Hiệu suất bay
- Vận tốc cực đại: 312 km/h (194 mph; 168 kn)
- Tầm bay: 600 km (373 mi; 324 nmi)
- Trần bay: 9.200 m (30.184 ft)

Vũ khí trang bị

- Súng: 2 × súng máy Darne 7,5 mm (.295 in)